# Deuxième cabinet fantôme d'Edward Heath
Wilson Thatcher
Le deuxième cabinet fantôme d’Edward Heath a été créé après que le Parti conservateur et perdu les élections générales de février 1974. Il était dirigé par le Leader du Parti conservateur Edward Heath et mettait en vedette d’éminents politiciens conservateurs du passé et du futur. Le successeur de Heath Margaret Thatcher, le futur secrétaire à l’Intérieur William Whitelaw, et deux futurs secrétaires aux Affaires étrangères, Lord Carrington et Francis Pym. Pour la première fois dans l’histoire, une élection à la direction du parti a eu lieu en 1975 pour le Parti conservateur alors que le poste n’était pas vacant. Margaret Thatcher a contesté Heath, avec qui la majorité du parti était mécontent à cause des défaites répétées aux élections. Elle a gagné, devenant la première femme leader d’un grand parti politique en Grande-Bretagne.

## Liste du cabinet fantôme
| Portefeuille                                                                    | Ministre de l'ombre   | Mandat  |
| ------------------------------------------------------------------------------- | --------------------- | ------- |
| Leader de la très loyale opposition de Sa Majesté Leader du Parti conservateur  | Edward Heath          | 1974–75 |
| Chancelier de l'Échiquier du cabinet fantôme                                    | Robert Carr           | 1974–75 |
| Secrétaire d'État des affaires étrangères et du Commonwealth du cabinet fantôme | Geoffrey Rippon       | 1974–75 |
| Secrétaire d'État à l'Intérieur du cabinet fantôme                              | James Prior           | 1974    |
| Secrétaire d'État à l'Intérieur du cabinet fantôme                              | Keith Joseph          | 1974–75 |
| Secrétaire d'État à la Défense du cabinet fantôme                               | Ian Gilmour           | 1974    |
| Secrétaire d'État de l'éducation et de la science du cabinet fantôme            | Norman St John-Stevas | 1974–75 |
| Leader fantôme de la Chambre des communes                                       | James Prior           | 1974    |
| Leader fantôme de la Chambre des communes                                       | John Peyton           | 1974–75 |
| Secrétaire d'État à l'Environnement du cabinet fantôme                          | Margaret Thatcher     | 1974–75 |
| Secrétaire d'État pour l'Irlande du Nord du cabinet fantôme                     | Francis Pym           | 1974    |
| Secrétaire d'État pour l'Irlande du Nord du cabinet fantôme                     | Ian Gilmour           | 1974–75 |
| Whip en chef de l'opposition                                                    | Humphrey Atkins       | 1974–75 |
| Leader de l'opposition à la Chambre des lords                                   | Peter Carington       | 1974–75 |